# لوكاس كيفر
لوكاس كيفر (بالألمانية: Lukas Kiefer)‏ هو لاعب كرة قدم ألماني، ولد في 25 أبريل 1993 في بوبلينغين في ألمانيا. شارك مع منتخب ألمانيا تحت 16 سنة لكرة القدم. أما مع النوادي، فقد لعب مع نادي ساربروكن ونادي شتوتغارت.

## وصلات خارجية
- لوكاس كيفر على موقع قاعدة بيانات كرة القدم.إي يو (الإنجليزية)
- لوكاس كيفر على موقع Soccerway.com (الإنجليزية)
- لوكاس كيفر على موقع عالم كرة القدم.نت (الإنجليزية)